# Nick Baker (naturalista)
Nick Baker ( * 22 de abril de 1973) es un naturalista británico y presentador de televisión, notablemente conocido por The Really Wild Show, programa documental-infantil de BBC. Recientemente terminó de grabar Las criaturas de Nick Baker.
En Nick Baker's Under The Skin de BBC TWO, Baker intentó «ponerse bajó la piel» de animales como osos grizzly, pingüinos, serpientes de cascabel y rinocerontes - examinando sus hábitats y comportamiento natural.
En 1999, Baker trabajó en dos series televisivas. Condujo Twister y se unió al equipo de presentadores de la serie de ciencia Tomorrow's World. Otras de sus presentaciones incluyen una participación coestelar en Watch Out with Simon King de BBC.
Baker es un contribuidor frecuente de The Natural History Programme de Radio 4 y escribe para varias publicaciones incluyendo BBC Wildlife Magazine, Wildlife Watch, Bird de RSPB y revistas de Birdlife, el Young Telegraph, la revista Bug Club, Wild About Animals y la revista FBX.
Baker vive en Dartmoor junto con una colección creciente de animales pequeños incluyendo arañas, escorpiones, insectos palo, anfibios, reptiles, mariposas y polillas. Tiene de mascotas a sanguijuelas en el refrigerador de su casa y a menudo, las alimenta dejando que se adhieran a su pierna. Entre sus favoritos están los sapos de caña y una colección de cucarachas gigantes de Madagascar.
Baker se graduó en la Universidad de Exeter en 1993 con un grado académico en Ciencias Biológicas, pero fue un entusiasta naturalista desde temprana edad. Cofundó el Exeter University's national Bug Club (Club Nacional de Bichos de la Universidad Exeter) y fue miembro del Royal Entomological Society's Youth Development Committee (Comité de Desarrollo de la Juventud de la Real Sociedad Entomológica).
Como naturalista de campo investigó a la mariposa adipe de Dartmoor y también a los tejones de Devon.
Regularmente realiza giras a las escuelas con sus animales para instruir a los niños en edad escolar sobre el tema y, a menudo, trabaja con la RSPB.
Baker escribió el Baker's Bug Book ("Libro de Bichos de Baker") y el Almanaque de Historia Natural para el Reino Unido. También se ha involucrado en producciones de Five y de Discovery Channel y trabajó para National Geographic.
Baker se casó con su novia de largo plazo Ceri en 2009 en la Oficina de Registros de Tavistock. La pareja se conoció  cuando Ceri estaba entre el público en un concierto en el que Nick (entonces un músico amateur) estaba tocando con su banda en Chagford's Jubilee Hall. Tienen una hija llamada Elvie.
Los talentos de Baker no se limitan a la historia natural. Practica el ciclismo a nivel competitivo, y como un intérprete autodidacta de armónica, percusionista y cantante, regularmente actúa en bandas de jazz y blues.
Nick Baker además de ser talentoso,es amable y muy familiar. En uno o dos de los  capítulos de Las criaturas de Nick Baker, el presentó a su papá, y fue a buscar animales extraños con él .  